# Hesychotypa cedestes
Hesychotypa cedestes là một loài bọ cánh cứng trong họ Cerambycidae.